# Sam Catlin
Pour les articles homonymes, voir Catlin.
 (décembre 2017).
Si vous disposez d'ouvrages ou d'articles de référence ou si vous connaissez des sites web de qualité traitant du thème abordé ici, merci de compléter l'article en donnant les références utiles à sa vérifiabilité et en les liant à la section « Notes et références ».
Sam Catlin est un scénariste américain, directeur et producteur. Il a travaillé en tant que scénariste et producteur sur Breaking Bad. Il a été nommé par Writers Guild of America (WGA) Award pour son travail sur cette série.